# Vlag van Westmorland

Vlag van Westmorland

De vlag van Westmorland is de vlag van het Engelse graafschap Westmorland. De vlag werd geregistreerd bij het Flag Institute op 30 september 2011.

## Ontwerp

Wapen van Westmorland County Council

Het ontwerp is ontwikkeld in overleg met het Flag Institute en is ontworpen volgens de voorschriften voor goed vlagontwerp. Het ontwerp is gebaseerd op het schild uit het wapen van de voormalige Westmorland County Council. Dit wapen werd in 1926 toegekend door het College of Arms en werd tot de opheffing in 1974 door de council gebruikt.
Historisch gezien bestond Westmorland uit twee baronieën:
- De Baronie van Kendal die het zuidwestelijke deel van het graafschap beslaat, inclusief de steden Kendal en Kirkby Lonsdale.
- De Barony of Westmorland die het noordelijke deel van het graafschap beslaat, inclusief Appleby-in-Westmorland, de stad van het graafschap.

De twee rode balken op de vlag komen uit het wapen van de familie de Lancaster, baronnen van Kendal. Deze waren ook prominent aanwezig in het wapen van de voormalige South Westmorland Rural District Council. De gestileerde appelboom komt uit het dertiende-eeuwse zegel van de gemeente Appleby. De vlag vertegenwoordigt dus de twee delen van het graafschap. De vlag is een erkend symbool van Westmorland en wordt gebruikt in de logo's van lokale organisaties zoals de Westmorland County Football Association.